# Rocznik Muzeum Okręgowego w Toruniu
Rocznik Muzeum Okręgowego w Toruniu – rocznik ukazujący się od 1962 roku w Toruniu. Wydawcą jest Muzeum Okręgowe w Toruniu. W latach 1962–2002 pismo ukazywało się pod nazwą "Rocznik Muzeum w Toruniu". Publikowane są w nim artykuły naukowe, recenzje, materiały dotyczące historii oraz muzealnictwa. 